# Paris schläft
Paris schläft (Originaltitel: Paris qui dort) ist ein französischer Stummfilm von René Clair aus dem Jahr 1925.

## Handlung
Als Wächter arbeitet und wohnt der junge Albert auf dem Eiffelturm. Als er eines Morgens auf die Aussichtsplattform geht und sich eine Zigarette anzündet, stellt er fest, dass es bereits 10 Uhr ist. Die Straßen von Paris sind jedoch leer. Er zieht sich an und geht verwundert die Stufen des Eiffelturms hinab. Vereinzelt trifft er auf ein paar Menschen, die alle zu schlafen scheinen. Am Seine-Ufer sieht er einen Mann stehen und glaubt, der Mann wolle in den Fluss springen und sich umbringen. Albert will ihn davon abhalten, merkt jedoch, dass der Mann wie erstarrt dasteht. In der Jackentasche des Mannes findet Albert einen Abschiedsbrief, aus dem hervorgeht, dass der Mann die Hektik der modernen Zeit nicht mehr erträgt. Bevor Albert weitergeht, legt er dem Mann eine Packung Zigaretten in die Hand.
Unterwegs trifft Albert auf einen bewegungslosen Mann in einem Auto. Er setzt sich ans Steuer, fährt los und begegnet wenig später vier Männern und einer Frau namens Hesta, die wie er bei Bewusstsein sind und sich ebenfalls über das schlafende Paris wundern. Sie erzählen ihm, dass sie am Morgen mit einem Flugzeug aus Marseille eingetroffen seien. Bereits am Flughafen befanden sich alle Menschen in tiefem Schlaf. Sie fragen sich, warum sie im Gegensatz zu allen anderen bei Bewusstsein sind. Da das Phänomen um 3 Uhr 25 angefangen haben muss, schlussfolgern sie, dass sie verschont wurden, weil sie sich zu dieser Zeit alle in der Luft befanden – die vier Männer und Hesta im Flugzeug und Albert auf dem Eiffelturm.
Einer der Männer, ein vermögender Händler, will zu einer Frau, die er heiraten wollte. Als er an ihre Tür klopft, macht sie nicht auf. Ein anderer Mann kann die Tür schließlich öffnen und sie finden die Frau bewusstlos mit einem fremden Mann vor. Ihr Verlobter wird wütend, weshalb ihn die anderen wieder aus dem Haus schaffen. Die folgende Nacht verbringen sie auf dem Eiffelturm. Am nächsten Morgen gehen sie in ein Restaurant, um zu frühstücken. Später spielen sie auf dem Eiffelturm Karten. Schon bald jedoch beginnen sie sich zu langweilen. Die Männer stellen fest, dass Hesta die einzige Frau in ihrer Umgebung ist, die nicht erstarrt ist. Sie beginnen, um ihre Aufmerksamkeit zu buhlen, und fangen an, sich aus Eifersucht zu schlagen. Über Funk spricht zu ihnen plötzlich eine Frauenstimme, die sie bittet, zur Rue Croissy Nummer 2 zu kommen. Albert und die anderen machen sich umgehend auf den Weg.
Als sie an besagter Adresse ankommen, öffnen sie ein Fenster, worauf eine junge Frau erscheint. Ihr Onkel ist Wissenschaftler und hat eine neue Art von Strahlung entdeckt, die die Welt zum Stillstand bringt, jedoch nur eine bestimmte Höhe erreicht. Gemeinsam gehen sie ins Haus und fallen über den Wissenschaftler her. Dieser gibt zu, nicht daran gedacht zu haben, die Menschen aus ihrem künstlichen Schlaf wieder aufzuwecken. Über mehrere Stunden versucht er, die passende Formel aufzustellen. Um 3 Uhr 25 betätigt er den Hebel seiner Strahlenmaschine, worauf alle Menschen wieder erwachen. Der Wissenschaftler schickt die ungebetenen Gäste aus seinem Haus. Auch seine Nichte soll gehen. Diese schließt sich Albert an.
Als sie merken, dass sie dringend Geld brauchen, gehen sie zurück und verwandeln Paris mit der Strahlenmaschine erneut in eine schlafende Stadt, um Geld aus den Taschen von Passanten zu entwenden. Da der Wissenschaftler den Hebel der Maschine jedoch ein weiteres Mal umlegt, werden Albert und seine Gefährtin festgenommen und auf ein Polizeirevier gebracht. Dort versuchen sie, den Beamten die Geschehnisse der letzten Tage zu erklären. Sie werden schließlich zu einem Arzt geführt, dem Hesta und ihre vier Begleiter bereits die gleiche Geschichte erzählt haben. Gemeinsam werden sie entlassen. Während Hesta und die vier Männer wieder abreisen, gehen Albert und die Nichte des Wissenschaftlers auf den Eiffelturm. Sie genießen den Ausblick und Albert küsst die Hand seiner Begleiterin.

## Hintergrund
Regisseur René Clair drehte den Science-Fiction-Film im Sommer 1923 an Originalschauplätzen in Paris, wo vor allem der Eiffelturm als häufiger Schauplatz des Films diente. Als Regieassistent und Artdirector kam dabei der junge Claude Autant-Lara zum Einsatz. Paris schläft wurde am 6. Februar 1925 in Frankreich veröffentlicht. Clair war jedoch nicht zufrieden mit seiner ersten Schnittfassung, weshalb später auch andere gekürzte Fassungen im Umlauf waren, darunter eine 1971 veröffentlichte Fassung mit 36 Minuten Laufzeit und Musik von Jean Wiener. Die Cinémathèque française ließ den Film im Jahr 2000 restaurieren, woraus eine Fassung mit 61 Minuten Laufzeit entstand.
Eine erneute Restaurierung in 4K-Auflösung wurde 2018 von der Stiftung Jérôme Seydoux-Pathé anhand einer getönten, viragierten englischen Verleihkopie ausgeführt, die im British Film Institute verwahrt wird. Diese Fassung mit einer Länge von 59 Minuten und Musik von Karol Beffa wurde am 27. März 2023 unter dem Titel Paris schläft von Arte erstmals im deutschen Fernsehen gezeigt.

## Kritiken
Zeitgenössische Kritiker sahen in dem Film in erster Linie eine Bewegungsstudie. Dem Autor und Filmkritiker René Bizet zufolge habe es René Clair „verstanden, erstaunliche Effekte aus dieser Bewegungsstudie zu ziehen“. Herausgekommen seien „komische, dramatische Überraschungseffekte“, die das Kino ausmachen würden: „Alles ist Bild, und nichts als Bild, ohne unnütze Intellektualität.“
Kage Baker bezeichnete den Film rückblickend als „surrealistisches kleines Konfekt“, dessen Slapstick „das verstörende Innere“ überziehe. Es handle sich um eine „bemerkenswerte Leistung eines noch jungen Regisseurs“. Das Lexikon des internationalen Films sah in Paris schläft einen surrealistischen Stummfilm, „der sowohl als früher Science-Fiction-Stoff wie durch seinen Humor und die Originalität der Kameratechnik Maßstäbe setzte“. Regisseur René Clair habe die Aufnahmen von Paris „reizvoll mit abstrakten Sets“ einander gegenübergestellt.